# Alter Pfarrhof Ostermiething

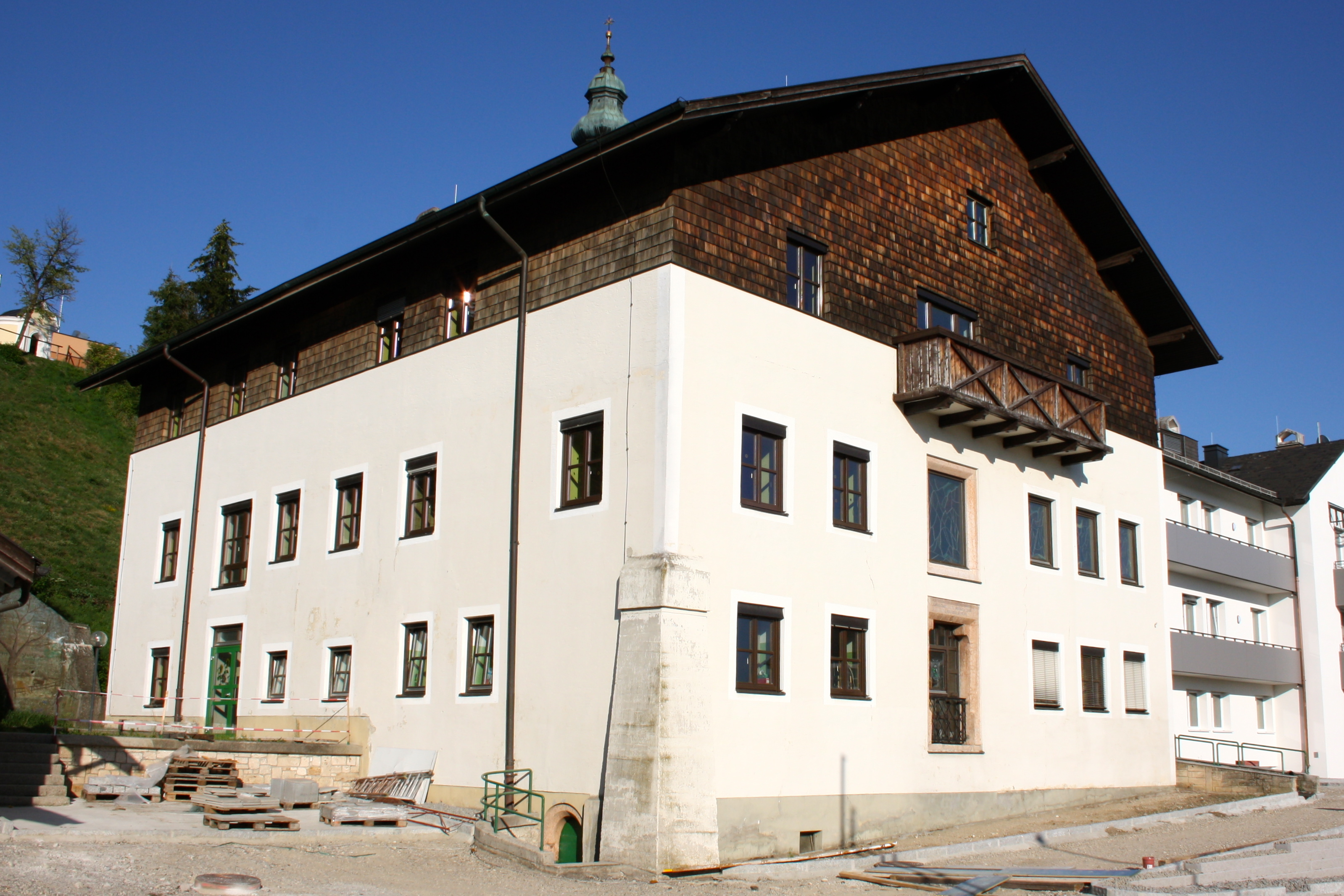
Alter Pfarrhof in Ostermiething (2015)

Der Alte Pfarrhof Ostermiething ist der ehemalige Pfarrhof der Pfarre Ostermiething. Er wird heute als Bezirksalten- und Pflegeheim genutzt. Das Gebäude steht unter Denkmalschutz (Listeneintrag). Anfang der 1940er Jahre wurden an den Wänden Malereien entdeckt und freigelegt. Sie stellen eine „verkehrte Welt“ dar mit Fischen, die in Bäumen leben, und Vögeln, die durchs Wasser schwimmen. 

## Lagebeschreibung
Das Gebäude ist am Südwestfuß des Kirchberges gelegen und liegt an der Adresse Weilhartstraße 49.

## Geschichte
Für das Jahr 1435 ist der Bau eines neuen Pfarrhofes festgelegt. Unter Pfarrer Arnoldus Taubenprunner wurde er 1462 erbaut. 1670 erfolgte der erste Umbau. Bis 1908 wurde er als Pfarrhof der Pfarre Ostermiething genutzt, danach wurde er vom heutige Pfarrhof in seiner Funktion abgelöst. Anschließend wurde das Gebäude von der Zoll- und Finanzverwaltung genutzt. In der NS-Zeit war es das „Lager des Reichsarbeiterdienstes“. 1941 wurden im Inneren Wandmalereien entdeckt und 1944 freigelegt. Ab 1945 wurde der Bau als Lazarett genutzt, später als Krankenhaus. 1959 wurde der Altbau renoviert, erweitert und aufgestockt, dabei wurden die Fresken im Bereich des Röntgenzimmers zerstört. Das Krankenhaus wurde 1976 stillgelegt und in Folge zu einem Alten- und Pflegeheim umgebaut und als solches 1978 eröffnet. Dabei wurden die Wandmalereien restauriert. 1980 erfolgte abermals eine Aufstockung.

## Architektur

### Außenbeschreibung
Der Pfarrhof war ein ursprünglich zweigeschoßiger Bau über einem rechteckigen Grundriss mit zweiflügeligem, überdachtem Stiegenaufgang. Von diesem sind an der Südfassade zwei kleine Rechteckfenster erhalten geblieben. Auf der Westseite gibt es ein Rechteckfenster und ein Schulterbogenportal mit einer Bauinschrift in gotischen Minuskeln mit der Jahreszahl 1462. Darunter ist ein Wappen des damaligen Pfarrers mit drei ineinander verschlungenen Ringen dargestellt.

### Innenbeschreibung

#### Architektur
Im Erdgeschoß befindet sich ein stichkappengewölbter Gang. In der Ostwand befindet sich eine schulterbogenförmige Türöffnung. Im ersten Obergeschoß liegt ein längstonnengewölbter Raum mit malerischer Ausstattung. Zwei der ursprünglich drei Türen sind heute vermauert, dafür wurde nachträglich eine Tür in der Westwand ausgebrochen. Durch sie gelangt man in den anschließenden Kapellenraum. An der Ostwand sind Reste eines 1959 abgeschlagenen gotischen Kamins zu sehen.

#### Wandmalerei
In dem Raum befinden sich die einzigen erhaltenen profanen gotischen Wandmalereien im Bezirk Braunau am Inn. Die Seccomalereien stellen Szenen aus der christlichen und erbaulichen Literatur des Mittelalters dar. Sie wurden in der Zeit zwischen 1470 und 1480 gemalt und vermutlich von Arnoldus Taubenprunner in Auftrag gegeben. Der Künstler der Seccomalereien war vermutlich ein Wanderkünstler aus dem süddeutschen Raum. Die Malereien weisen formale und stilistische Übereinstimmungen mit dem Frühwerk Israhel von Meckenem des Jüngeren sowie der Augsburger Druckgraphik auf. Durch spätere Umnutzungen des Gebäudes weist die Wandmalerei in heutiger Zeit mehrere Fehlstellen auf, so sind etwa die Malereien an der Südwand vollständig zerstört. Die Wände sind im unteren Bereich durch gemalten Teppichbehang und in den Türlaibungen und Nischen durch Rankenwerk verziert. Alle übrigen Wandflächen sind mit figuralen Szenen geschmückt. Im Gewölbe ist das Firmament mit Sternen und Vögeln dargestellt. In der Mitte wurden Sonne und Mond gemalt. Die Erzählrichtung der Wandmalereien verläuft von links nach rechts und beginnt an der Westwand:
Westwand
An der Westwand ist die Darstellung durch Fehlstellen nur lückenhaft erhalten. Im Bildhintergrund ist eine hügelige Landschaft mit zwei Burgen zu sehen. Im Vordergrund sind Apfel- und Birnbäume dargestellt. In den Kronen der Bäume turnen Affen, die einen schlafenden Krämer ausrauben. Auf der rechten Seite der Wand ist eine junge Frau mit einem Einhorn, in Form eines kleinen Rehs, auf ihrem Schoß dargestellt. Über der Tür kniet ein Wappenhalter mit der Wappendarstellung Taubenprunners. Im letzten Drittel der Westwand wurde eine Fischfangszene als Darstellung der verkehrten Welt gemalt. Im Teich schwimmen sieben Vögel, während sieben Fische auf dem Baum hängen. Neben dem Teich steht ein Mann mit Gürtelbeutel und ins Wasser hängender Angelrute.
Nordwand
An der Nordwand – im Zwickel zwischen Raumdecke und Türöffnung – ist eine Darstellung des Schlaraffenlandes in Form eines Mannes dargestellt, dem gebratene Tauben in den Mund fliegen. Rechts davon sind Gestalten mit Spruchbändern in gotischen Minuskeln zu sehen. Von links nach rechts sind ein aufrecht stehender Löwe mit Schwert (Spruchband: „Des pin ich leb des esel knecht“), ein aufrechter Esel (Spruchband: „Gewalt get fur recht“), die Königin von Saba (Spruchband: „Nigra sum sed form(osa)“) und Salomo (Spruchband: „Regina saba deicit moax salomonem“). Die vier Figuren stehen rund um eine Säule. Darunter sind „Delilah Samson die Haare schneidend“ (Spruchband: „Delilah sampsonem per turpem necat amorem“) sowie „Phyllis und Aristoteles“ (Spruchband: „Philosophus sumus delusus per mulierem“). Unter den beiden Paaren ist ein weiteres Spruchband zu sehen, der Text ist jedoch nicht mehr lesbar.
Ostwand
An der Ostwand sind drei männliche Betätigungdomänen dargestellt: ein Imker, ein Fass und ein gotisches Noppenglas haltend, der Vogelfang in Form von aufgetürmten Ästen und einem Mann mit Stange sowie eine große Hirschhatzszene mit fünf Männern und mehreren Hunden. Im Hintergrund sind ähnlich wie an der Westwand Hügel und Burgen dargestellt.